# Voepass Linhas Aéreas
Voepass Linhas Aéreas (precedentemente Passaredo Transportes Aereos) era una compagnia aerea regionale brasiliana con sede a Ribeirão Preto mentre il suo hub principale era l'Aeroporto di Leite Lopes.

## Storia
La compania aerea, è stata fondata dal Grupo Passaredo e ha iniziato le operazioni di volo il 3 luglio 1995 con una flotta di Embraer 120 Brasilia; collegando i comuni come Ribeirão Preto, Goiânia, Brasília, San Paolo, Curitiba, San José dos Campos, Belo Horizonte e Vitória da Conquista. 
Nel 1997, l'aerolinea ha introdotto nella sua flotta un Airbus A310-300 con una capacità di 244 passeggeri per operare voli charter verso la regione Nordest del Brasile e i Caraibi. Inoltre il vettore aereo, ha ricevuto due ATR-42-300 con l'intenzione di sostituire i suoi Embraer 120 Brasilia ma la crisi monetaria brasiliana e la forte svalutazione del Real, fecero abbandonare i suoi piani. A seguito di ciò, il 4 aprile 2002, Passaredo Transportes Aereos ha sospeso le operazioni di volo. 
Nel marzo 2004, il vettore aereo ha ripreso le attività di volo mentre nel 2008 sono stati aggiunti alla flotta due Embraer 120 (ex OceanAir) e due Embraer ERJ 145. 
Nel 2009, Passaredo ha inaugurato nuove rotte per Rio de Janeiro, San Paolo, Porto Alegre, Palmas, Bauru, Marília, Barreiras, Presidente Prudente, Goiânia e Recife mentre nel 2011 ha ritirato gli Embraer 120 dalla sua flotta. 
Il 3 luglio 2017, la società è stata acquisita dal Grupo da Viação Itapemirim ma a seguito di alcune violazioni del contratto da parte d'Itapemirim, Passaredo Transportes Aereos ha annullato la procedura di vendita. Alla fine del 2018, sono state eliminate alcune destinazioni come Rondonópolis, Três Lagoas, São José do Rio Preto, Belo Horizonte e una delle frequenze di volo per Rio de Janeiro. Il 21 agosto 2019, l'azienda ha annunciato l'acquisto di MAP Linhas Aéreas, inclusi i 12 slot all'aeroporto di São Paulo-Congonhas concessi a MAP il 14 agosto dello stesso anno. Nello stesso giorno, il vettore aereo, ha modificato la denominazione in Voepass Linhas Aéreas.
L'8 giugno 2021 Gol Linhas Aéreas ha annunciato l'acquisto di MAP Linhas Aéreas da Voepass Linhas Aéreas. La transazione ha incluso 26 slot presso l'aeroporto di São Paulo–Congonhas appartenenti a MAP e Voepass.

## Destinazioni
Al 2021, Voepass Linhas Aéreas offre voli interni verso varie destinazioni in Brasile.

### Accordi commerciali
Al 2021, Voepass Linhas Aéreas ha accordi di code-share con le seguenti compagnie:
- Gol Transportes Aéreos

## Flotta

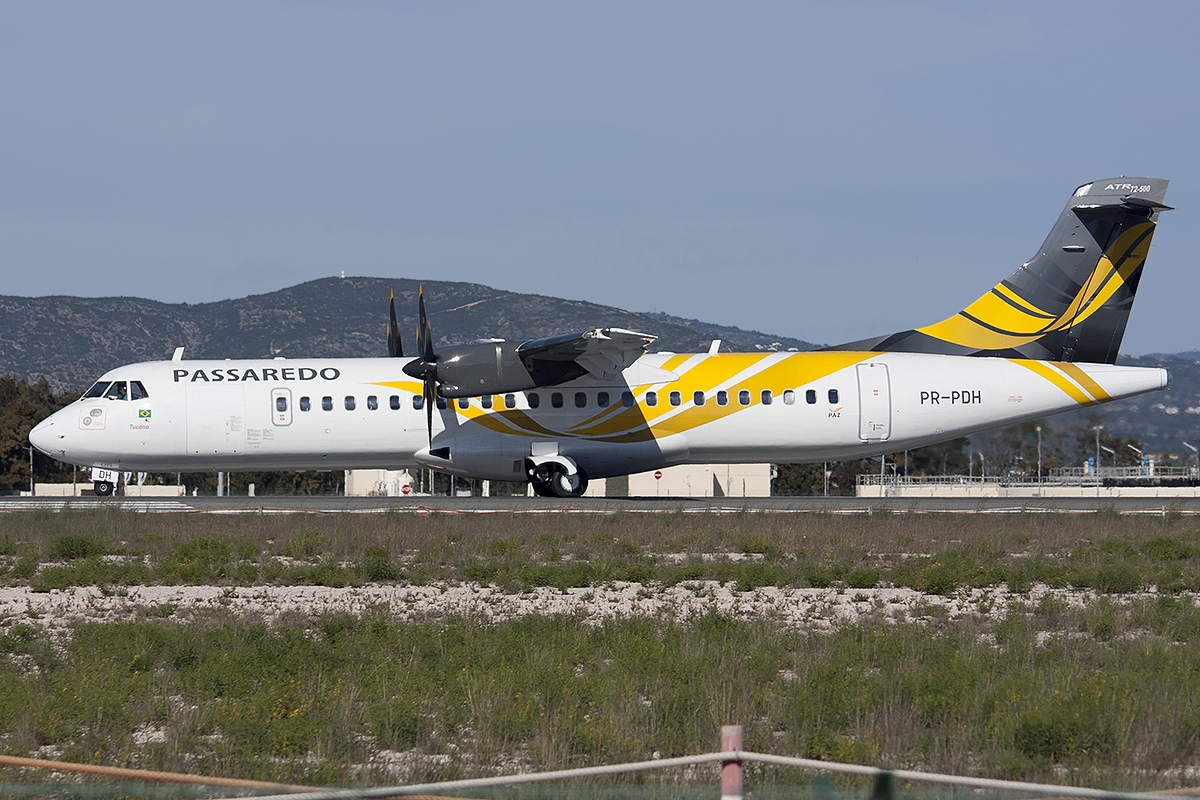
Un ATR 72-500.

Ad ottobre 2024 la flotta di Voepass Linhas Aéreas è così composta:

### Flotta storica

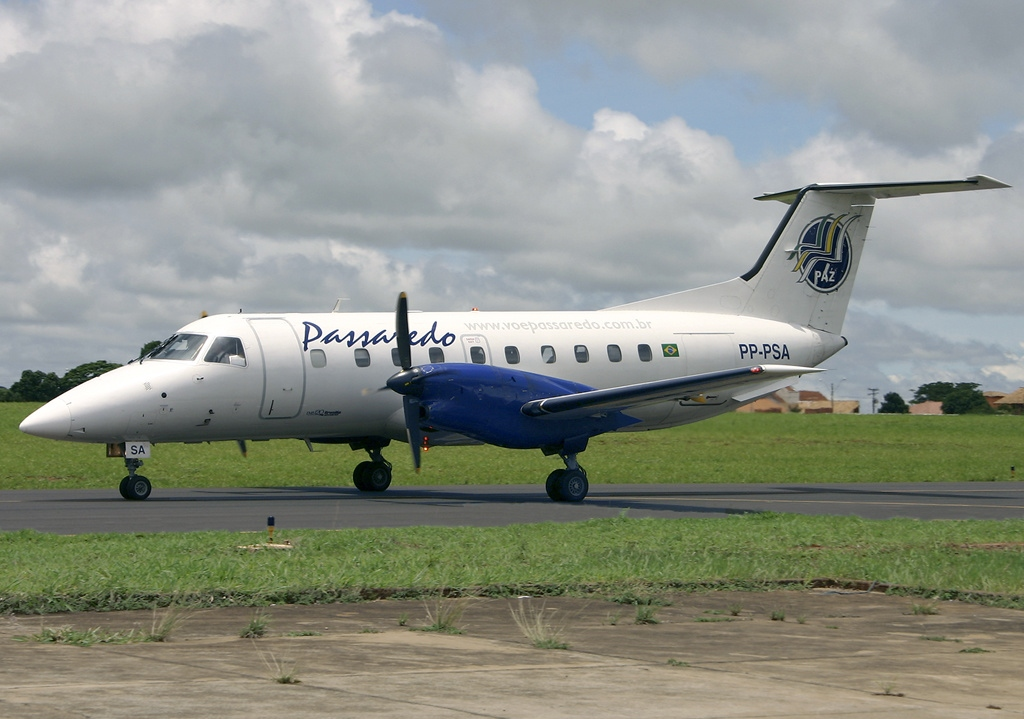
Un Embraer EMB-120 Brasilia di Passaredo Transportes Aereos.

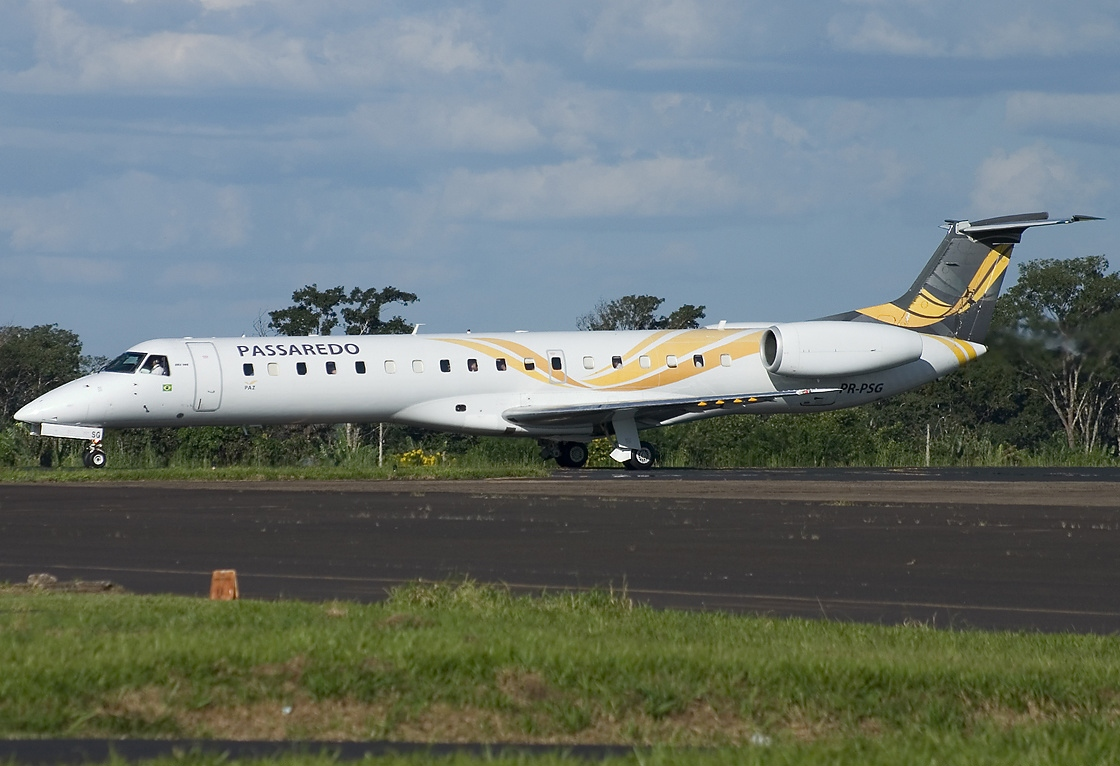
Un Embraer ERJ-145 di Passaredo Transportes Aereos.

Voepass Linhas Aéreas operava in precedenza con i seguenti aeromobili:

## Incidenti
- Il 25 agosto 2010, un Embraer ERJ-145 operante il volo Passaredo Linhas Aéreas 2231, si è schiantato mentre era in avvicinamento a Vitória da Conquista. Dei 24 passeggeri e 3 membri dell'equipaggio, due persone sono rimaste ferite mentre l'aeromobile è stato ritirato dal servizio[12].
- Il 9 agosto 2024, un ATR-72 è precipitato in un complesso residenziale nella città di Vinheido, a bordo si trovavano 58 passeggeri e 4 membri dell’equipaggio, tutti deceduti. Le cause del disastro sono ancora ignote.